# Clusia grandiflora

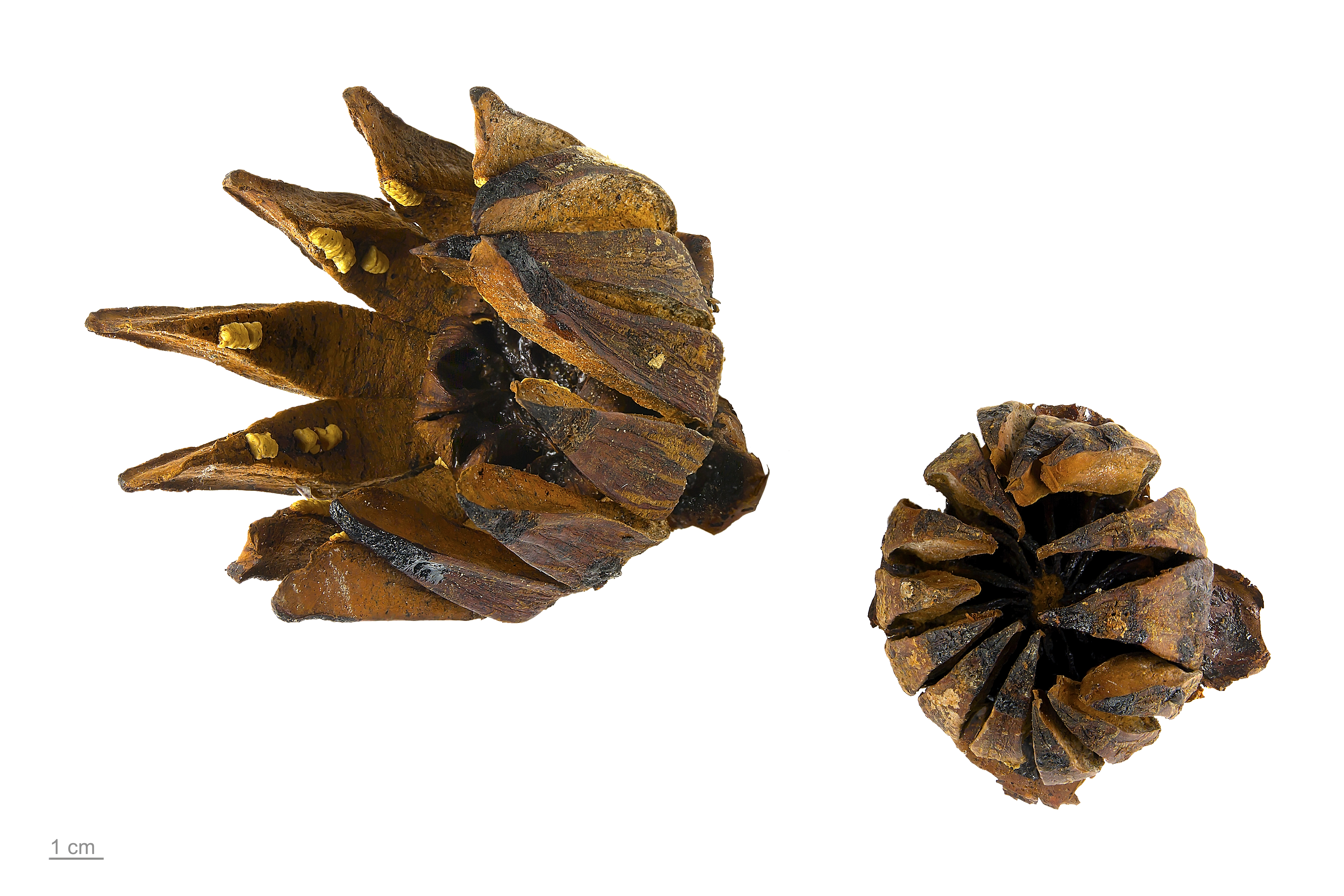
Clusia grandiflora - MHNT

Clusia grandiflora  es una especie de planta con flor en la familia de las clusiáceas. Es originaria de Brasil y norte de Sudamérica.

## Taxonomía
Clusia grandiflora fue descrita por Frederik Louis Splitgerber y publicado en Tijdschrift voor Natuurlijke Geschiedenis en Physiologie 9: 101–103. 1842.
Etimología
Clusia: nombre genérico otorgado en honor del botánico Carolus Clusius.
grandiflora: epíteto latíno que significa "con grandes flores".
Sinonimia
- Clusia maxima Rich. ex Planch. & Triana
- Clusia petiolata Klotzsch ex Engl.[3]